# Magyar Népzene Tára
A Magyar Népzene Tára (MNT) a magyar népdalok 12 kötetes rendszerezett gyűjteménye. A kiadványsorozatban a népdalok különböző szempontok szerint kereshetők ki. A 12 kötet 10 356 népdal kottáját és szövegét tartalmazza.

## Története
Bartók Béla és Kodály Zoltán a 20. század elején elkezdett népdalgyűjtése több ezer népdal nyilvántartását tette szükségessé. Már 1906-ra 6000 népdal gyűlt össze. Mindketten kialakították a saját, egymástól nagyon különböző rendszerüket (Bartók-rend ill. Kodály-rend), amit megosztottak egymással. Mindkét rendszernek voltak előnyei és hátrányai. A két gyűjtő már 1913-ban javasolta a Kisfaludy Társaságnak a népdalok összegyűjtését és rendszerezését (Az új egyetemes népdalgyűjtemény tervezete).
A Magyar Tudományos Akadémia (MTA) csak 1933-ban döntött a kérdésben. 1934-ben kezdődtek meg az előkészítő munkák. Bartók Béla felmentését kérte a Zeneakadémiai munkája alól, hogy minden idejét a kiadványnak szentelhesse. Mikor 1940-ben külföldre emigrált, a gyűjteményéből 14 000 dal maradt feldolgozatlanul. Helyét Kodály Zoltán vette át, 1942 után már nyugdíjasként.
A háború megakasztotta a munkát, mely 1946-ban folytatódott, amikor Kodály az Akadémia elnöke lett. A kutatók úgy döntöttek, hogy először az ún. szokásdallamokat (alkalmi dalokat) adják ki (I–V. kötet 1951–1966 között, Kodály Zoltán irányításával). Ez részben politikai döntés volt, de időt hagyott a rendszer kidolgozására is, mely 1958-ban kezdődött Járdányi Pál vezetésével. Ezzel együtt megkezdődött Bartók 14 000 és Kodály új gyűjtésű 8000 dalának feldolgozása, a különböző intézményekben (Akadémiai intézetek, Rádió, Televízió, Népművészeti Intézet, zeneiskolák stb.),  magángyűjteményekben tárolt és nyomtatásban megjelent dalok összegyűjtése. 1960 körül már 60 000-nél tartott a gyűjtemény.
A rendezés elveit Járdányi Pál 1961-ben kiadott kétkötetes Magyar népdaltípusok című művében publikálta (Járdányi-rend) Kodály Zoltán egyetértésével. Járdányi 1966-ban nagyon fiatalon (46 évesen) meghalt; addigra az összegyűlt anyag megközelítette a 100 000-et.
1973-ban jelent meg az MNT VI. kötete, immár a Járdányi-rend szerint, majd 14 év szünet után a VII., ettől kezdve néhány évente; az utolsó kettő 2011-ben, az első kötet megjelenése után 60 évvel. Közben megkezdődött a népdalok új, immár számítógépes rendszerének kialakítása Dobszay László irányításával. Ez idő alatt a népdalgyűjtés sem állt le. Az MTA-nál összegyűjtött 160 000 népdal rendszerezése a mai napig folyik.

### Hitelesség
Zeneileg, néprajzilag hiteles
- a gépi felvétel (fonográf, később magnetofon)
- szakképzett zenész hallás utáni lejegyzése.

Nem hitelesek a másodkézből, értelmiségi áttétel útján terjesztett dalok: iskola, rádió, nyomtatott énekeskönyvek, tanító által vezetett népi együttesek (kivéve természetesen, ha azok forrása hiteles).
Bartók Béla önmaga számára csak azokat a népdalokat tekintette hitelesnek, és csak azokat dolgozta fel műveiben, melyeket vagy ő maga gyűjtött, vagy ő maga jegyezte le a más által rögzített gépi felvételt. Kodály elfogadta szakképzett zenészek (többnyire a tanítványai) lejegyzéseit.

## A Járdányi-rend
A Járdányi-rend leírása a Magyar Népzene Tára VI., az új stílusé (mely végül nem került az MNT-be) a II. kötetében található.
A rendszerezés első döntése az volt, hogy felhasználják a magyar népdalok sajátosságait. A magyar népdalok eléggé eltérnek még a környező népek dalaitól is, ezért a rendszer más népek dalaira változtatás nélkül nem volt alkalmas. Ennek ellenére nagy nemzetközi figyelem kísérte a munkát, mivel más országokat is foglalkoztatott a kérdés.
A második kérdés az volt, dallamon vagy szövegen alapuljon-e. A kérdés gyorsan eldőlt a dallam javára.

### Népdaltípusok
Az MNT VI. kötetének előkészítésekor Járdányi Pál egyik nagy problémája az volt, hogyan különböztesse meg „ugyanannak” a népdalnak a különböző
változatait, és az egymáshoz hasonlító, mégis különböző népdalokat. Járdányi kidolgozott egy kritériumrendszert. Az „ugyanazon” népdalokhoz tartozó gyűjtéseket nevezték el népdaltípusnak, és a továbbiakban az MNT-ben is és másutt is csak a népdaltípusok besorolásával és tulajdonságával foglalkoztak, az egyes lejegyzésekkel nem. Ezzel több mint egy nagyságrenddel csökkent a feldolgozandó adatok száma.
Típusalkotó tényezők:
- azonos szótagszám képlet
- azonos ritmusgondolat
- azonos kadenciahangok, gerinchangok, dallamvonalak
- tonális azonosság
- jól értelmezhető földrajzi elterjedtség
- összetartozó, zárt szövegkör, gyakran előforduló tipikus versszakok
- funkcionális és műfaji hasonlóság
- esetleges zenetörténeti érvek

E sokféle szempontot nem lehet mechanikusan mérlegelni. A típusokba sorolás kézzel történik, a lejegyző által, aki szükség esetén a típusokon belül altípusokat hozhat létre, típusokat összevonhat vagy új típusokat hozhat létre.

### Mutatók
A mutatók célja pontosan meghatározott tulajdonságok alapján megtalálni a gyűjteményben a keresett dalt. E tulajdonságok:
- A sorok szótagszáma. (Ez nemcsak szöveg-, hanem dallamjellemző is.)
- Kadencia (a sorvégi hangoknak a dal utolsó hangjához képesti magassága)
- Ritmus: népdalsoronkénti mutató szótagszám, azon belül a hanghosszúság szerint rendezve. Pl. az egy negyedből és két nyolcadból álló ritmusrészlet sorrendje:  ♪ ♪ ♩, ♪ ♩ ♪, ♩ ♪ ♪. Az éles és nyújtott ritmusokat visszaalakítjuk egyenlő hosszú hangokra.
- Dalszöveg

A fenti mutatókon felül van még néhány technikai jellegű mutató, mely a kereséskor is hasznos lehet:
- a gyűjtők és lejegyzők listája
- településlista a gyűjtések helyéről, mely megadja az ott gyűjtött népdalok kiadványbeli sorszámát
- megyelista, mely felsorolja a gyűjtésekben érintett településeket.

A mutatók általában a népdaltípusok különböző variánsait is tartalmazzák.

### Dallamrend
A következő feladat olyan rendszer kialakítása volt, mellyel egy népdal tulajdonságaiból meghatározható a dal gyűjteménybeli helye (természetes elsődleges kulcs). Ha sikerül ilyen kulcsot találni, a kulcsok sorrendjébe rendezve a népdalokat, a tartalomjegyzékből lehetett volna megtalálni a keresett népdalt. Ilyen módszert azonban nem sikerült találni, ezért úgy döntöttek, hogy a publikálás szempontjait szétválasztják a keresés szempontjaitól. Keresésre mutatókat használnak, a dallamrendben pedig arra összpontosítanak, hogy a hasonló népdalok egymás mellé kerüljenek a kiadványban.
Járdányi hajlott rá, hogy a típusokból (ugyancsak egyedi döntés alapján) nagyobb csoportot alakítson ki egységes rendezőelv nélkül, de végül másképp döntött.
A népzenetárban a dalok sorrendbe rakásának első szempontja a Bartók-féle stílus (régi vagy új; az új stílusú népdalok végül nem kerültek az MNT-be; Járdányi rendjében az új stílusú dalok egy része számára nincs is típus). A stílusokon belüli kategorizálás már teljesen egyedi, minden csoport alcsoportjainak rendezése más. A rendezés elve a sorok magassága és dallamvonala, vagy a dallamok közötti „rokonság”; ezek pontosan nem definiált fogalmak még a rendszerezést végző munkatársak számára sem.
A dallamrend legfelső szintjei:
1. A kezdő sor magasabb a záró sornál (régi stílusú népdalok)
      1.  Az első sor magasabb a másodiknál (ereszkedő kvintszerkezet)
    - I–XIII. típus: az első sor legmélyebb hangja 4 (kvarttal magasabb a dal záró hangjánál)
    - XIV. típustól: az első sor legmélyebb hangja 5 (kvinttel magasabb a dal záró hangjánál)

  2.  Az első és második sor azonos
    
  3.  Az első sor mélyebb a másodiknál
2. A kezdő és záró sor azonos (új stílusú népdalok)
3. A kezdő sor mélyebb a záró sornál (műdalok és külföldi népdalok hatása)

Járdányi dallamrendje komoly vitákat szült a szakmában, és az MNT kiadása is jóval lassabban haladt a tervezettnél, ezért 1975 körül Dobszai László vezetésével megkezdődött a teljes Járdányi-rend revíziója.

## Az MNT kötetei
I. Gyermekjátékok (1951), Szerkesztette Kerényi György. 1161 népdal. Rendezési elv: a dallam alapmotívumai.

II. Jeles napok (1953), Szerkesztette Kerényi György. 994 népdal. Rendezési elv: naptári.

III. A–B. Lakodalom (1955-56), Szerkesztette Kiss Lajos. 930+370 népdal. Rendezési elv: a lakodalom fázisai.

IV. Párosítók (1959), Szerkesztette Kerényi György. 884 népdal. A rendezési elvek sorrendje: tipikus/alkalmi párosítók, szótagszám, ritmusfajták, főkadencia.

V. Siratók (1966), Szerkesztette Kiss Lajos és Rajeczky Benjamin. 218 népdal. Rendezési elv: földrajzi.

VI. Népdaltípusok 1. (1973), Szerkesztette Járdányi Pál és Olsvai Imre 685 népdal, I–XIV. típus.

VII. Népdaltípusok 2. (1987), Szerkesztette Olsvai Imre (Járdányi Pál rendszerében). 434 népdal, XV–XXXV. típus.

VIII. A-B. Népdaltípusok 3. (1992), Szerkesztette Vargyas Lajos, főmunkatársak: Domokos Mária és Paksa Katalin. 1109 népdal, XXXVI–LXV. típus.

IX. Népdaltípusok 4. (1995), Szerkesztette Domokos Mária. 764 népdal, LXVI–XCI. típus.

X. Népdaltípusok 5. (1997),  Szerkesztette Paksa Katalin. 826 népdal, XCII–CXXV típus.

XI. Népdaltípusok 6. (2011), Szerkesztette Domokos Mária  Főmunkatársak: Olsvai Imre és Paksa Katalin. 703+270 népdal, 28 dallamtípus.

XII. Népdaltípusok 7. (2011), Szerkesztette Paksa Katalin. Főmunkatárs: Olsvai Imre. 1005 népdal, 24 típus.